# Женщина со скрещёнными руками
«Женщина со скрещёнными руками» (исп. Mujer con brazos cruzados; фр. Femme aux Bras Croisés) — картина испанского и французского художника Пабло Пикассо, написанная маслом на холсте в 1902 году. Относится к голубому периоду. Размер — 81,3 × 58,4 см. Находится в частной коллекции.

## Описание
Картина связана с реальными впечатлениями Пикассо от посещения женской тюрьмы Сен-Лазар в Париже, где находились главным образом проститутки после их задержания в борделях.
На холсте изображена женщина в простой одежде. Она кажется потерянной и хочет защититься, скрестив руки на животе. Предположительно, женщина является пациенткой тюремной больницы Сен-Лазар. Писательница Антонина Валлантен в своей книге «Пабло Пикассо» пишет о ней как о заключённой, которая недавно пыталась кончить жизнь самоубийством. У неё пустой отсутствующий взгляд, как у тех несчастных, которые оказались в Сен-Лазаре в начале 1900-х годов. 
На холсте преобладают синие оттенки, говорящие о меланхолии и печали. Благодаря тону изображения в сочетании с выражением лица женщины и её позой, Пикассо удаётся передать подавленное душевное состояние персонажа.

## История владения
Американская писательница Гертруда Стайн, пропагандирующая современное искусство, приобрела картину в Париже непосредственно у Пабло Пикассо. С 1936 года работа хранилась в семье Чонси Брукса Маккормика. Семья одолжила её Чикагскому институту искусств. 8 ноября 2000 года картина «Женщина со скрещёнными руками» была продана с аукциона Кристис в Нью-Йорке за 55,006 миллиона долларов, что сделало её одной из самых дорогих картин того времени.